# Барбара Запольяи
Барбара Запольяи (пол. Barbara Zápolya; 1495[…], Тренчин — 2 октября 1515, Краков) — в замужестве королева Польши и великая княгиня Литовская. Происходила из венгерского знатного рода Запольяи.

## Биография

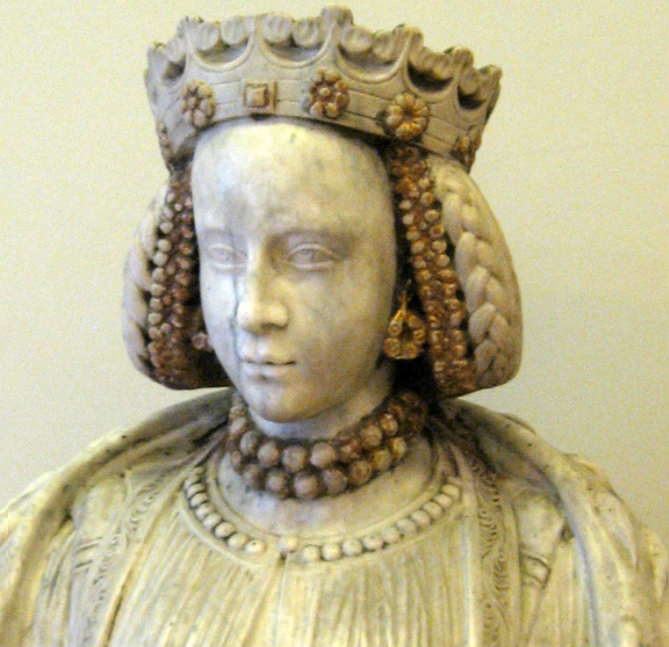
Мраморный бюст Барбары, долгое время приписываемый Барбаре Радзивил.

Барбара родилась в семье венгерского магната и воеводы Иштвана Запольяи и его супруги из Силезии, Ядвиги Тешинской (1469—1521), дочери князя Пржемыслава II Тешинского (1420—1477) из рода Пястов. Девушка была сестрой будущего короля Венгрии Яноша I Запойяи.
В начале XVI столетия в Буде, при дворе своего брата, короля Венгрии и Чехии Владислава II, проживал и будущий король Польши Сигизмунд I — в то время не обладавший практически никаким имуществом либо владениями в Польше. В этот период своей жизни он сближается с фамилией Запольяи. После смерти не оставившего наследника короля Польши Александра Ягеллона, в августе 1506 года Сигизмунд избирается на сейме королём.
Свадебный договор между 45-летним Сигизмундом и 16-летней Барбарой был подписан в декабре 1511 года. 6 февраля она прибывает в Краков в сопровождении членов своей семьи и свиты из польских дворян, а 8 февраля 1512 года принцесса в Кракове вступает в брак с королём Польши Сигизмундом I. Тогда же Барбара была коронована в Вавельском соборе Кракова как королева Польши и великая княгиня Литвы. Свадебные торжества были обставлены с величайшей пышностью, приданое невесты составило огромную по тем временам сумму в 100 тысяч червонцев. В качестве ответного дара Барбара получила от короля в своё владение ряд польских городов и некоторые другие привилегии и платежи.
Этот брак был следствием многолетних политических интриг и действий, связанных как с внутренней политикой в Венгрии (нежеланием венгерского дворянства усиления в их стране влияния Габсбургов), так и в Польше (противостояние её с Москвой и Тевтонским орденом). Несмотря на большую разницу в возрасте и политическую подоплёку этого брака, семейная жизнь Сигизмунда и Барбары протекала вполне удачно. Король весьма любезно относился к супруге — будучи многократно в разъездах в тех случаях, когда Барбара не могла его сопровождать, он писал ей, постоянно заботясь о состоянии здоровья жены (сохранилось 20 писем Сигизмунда к Барбаре). Современники также свидетельствуют о мягком, сострадательном характере королевы, её набожности. В то же время она практически не участвовала в политической жизни Польши. В мае 1513 года Барбара родила в Познани свою первую дочь Ядвигу, которая в 1535 становится супругой бранденбургского курфюрста Иоахима II.
Большую часть своей жизни в дальнейшем Барбара провела в одиночестве в Вильнюсе, так как её муж, будучи великим князем Литовским, находился на войне, начатой Московским великим княжеством. Зная набожность и «святость» в вопросах веры своей королевы, некоторые современники приписывали победу литвинов под Оршей над русскими войсками непрестанным молитвам Барбары. В 1515 году королева родила вторую дочь, Анну, умершую вскоре после родов. Сама Барбара также скончалась в начале октября 1515 от родовой горячки.
Похоронена в Вавельском кафедральном соборе Кракова.